# Diuca gris
Diuca diuca
Genre
Espèce
Statut de conservation UICN

 LC  : Préoccupation mineure
Le Diuca gris (Diuca diuca) est une espèce de passereaux placée dans la famille des Thraupidae.

## Répartition
Cet oiseau est répandu à travers le cône Sud.

## Habitat
Il habite les zones de broussailles sèches jusqu'à des altitudes élevées et les forêts primaires fortement dégradées.

## Sous-espèces
Selon Peterson, il existe quatre sous-espèces :
- Diuca diuca chiloensis Philippi B & Pena 1964 - Plus petits que les autres, les specimens de cette sous-espèce ne se trouvent que sur l'île de Chiloé. Ils sont aussi appelés diuca de Chiloé.
- Diuca diuca crassirostris Hellmayr 1932 - Il se trouve dans les régions andines du nord du Chili et de l'Argentine. Il est également appelé diuca du nord.
- Diuca diuca diuca (Molina) 1782
- Diuca diuca minor Bonaparte 1850